# Chingisiin huuhduud
Chingisiin huuhduud é um filme de drama mongol de 2017 dirigido e escrito por Zolbayar Dorj. Foi selecionado como representante de seu país ao Oscar de melhor filme estrangeiro em 2018.

## Elenco
- Brittany Belt - Sarah Jones
- Ankhnyam Ragchaa - Tsetsegee
- Batmend Baast - Dambii